# Rekavice
Rekavice (szerbül: Рекавице), település Banja Luka községben, Bosznia-Hercegovinában, Bosanska krajina területén, a Szerb Köztársaságban. 

## Fekvése
Bosznia-Hercegovina északi részén, Banja Luka központjától légvonalban 11, közúton 20 km-re délre, a Száva jobb oldali mellékfolyójának, az Orbász völgyének bal oldalán, valamint Manjaca-hegység keleti és északkeleti lejtőin, 200-600 méteres magasságban fekszik. Határában, az Orbász völgyében halad át a Banja Lukát Jajcával összekötő főút.

## Népessége
| Nemzetiségi csoport | Népesség 1991 | Népesség 2013 |
| ------------------- | ------------- | ------------- |
| Szerb               | 2487          | 2117          |
| Bosnyák             | 1             | 4             |
| Horvát              | 128           | 25            |
| Jugoszláv           | 49            | 1             |
| Egyéb               | 14            | 9             |
| Összesen            | 2679          | 2156          |

## Története
A falu határában álló Zvečaj várát először 1404-ben említik, a Hrvoje Vukčić Hrvatinić és Raguza (Dubrovnik) városa közötti szövetségi szerződésben, amelynek célja közös akciók végrehajtása Ostojić István bosnyák király ellen. Ostojić István 1419-ben Zvečaj várában megerősítette a Raguzával kötött kereskedelmi megállapodásokat. 1463-ban az oszmánok elfoglalták az erődöt, de még az év vége előtt I. Mátyás magyar király visszafoglalta. 1527-ig, a török uralom alá kerüléséig a Magyar Királyságon belüli Jajcai bánság része volt. 1480-as balkáni inváziója idején maga Mátyás is Zvečajban tartózkodott. Az 1519-es oszmán-magyar szerződésben Zvečaj, Banjaluka és Orbász (Orbasz; Banya Lwka, Zweczay cum castro Verbaz) is szerepel, amelyek ekkor II. Lajos magyar király birtokai voltak. 1737. augusztus 4-én a boszniai oszmán hadsereg öt támadásban kulcsfontosságú győzelmet aratott itt, Banja Luka közelében a keresztény erők felett. Mintegy 1300 halott maradt a legyőzöttek oldalán. A következő 150 évben az osztrák sereg nem is kísérelt meg behatolni Boszniába.
A település 1878-ig tartozott az Oszmán Birodalomhoz, ekkor a berlini kongresszus határozata alapján az Osztrák-Magyar Monarchia része lett. 1879-ben az első osztrák-magyar népszámlálás során a Banja Luka-i járáshoz tartozó településnek 268 háztartása, 1280 ortodox és 26 katolikus lakosa volt. 1910-ben a Banja Luka-i járáshoz tartozó településen 251 háztartást, 1882 ortodox, 2 muszlim és 179 katolikus lakost találtak. A monarchia szétesésével 1918-ban előbb a Szerb-Horvát-Szlovén Királyság, majd 1929-től a Jugoszláv Királyság része. 1921-ben a községnek 258 háztartása és 1898 lakosa volt. Az 1929-es törvény értelmében, amikor Bosznia-Hercegovinát négy banovinára, Drinskára, Vrbaskára, Zetskára és Primorskára osztották, ahol Rekavice a Vrbaska banovina része lett, amelynek székhelye Banja Luka volt. Jugoszlávia megszállása után a Független Horvát Állam (NDH) része lett. A második világháború után a szocialista Jugoszláviához tartozott. A daytoni békeszerződést követő területfelosztásnál Banja Luka község részeként a Szerb Köztársaság területéhez került.

## Nevezetességei

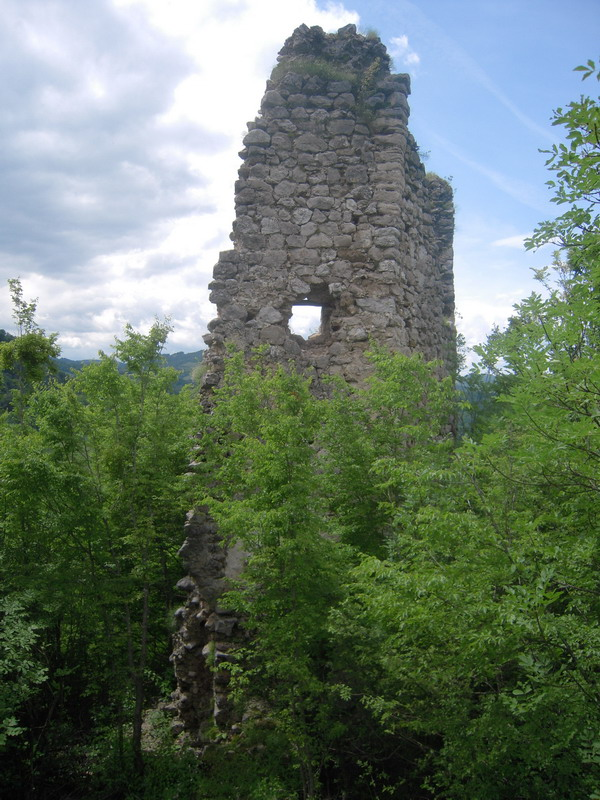
Zvečaj várának romjai

- Zvečaj várának romjai és a mellette fekvő középkori temetőnek a maradványai az Orbász kanyarulatában, a folyó bal partja feletti, nehezen megközelíthető sziklán. A vár, mely közvetlenül az Orbász szurdoka előtt helyezkedik el, eredetileg egy 30x20 méteres, ellipszoid alakú platón épült. Egyetlen megközelítése a nyugati oldalon volt, ahol falai, egy sokszögletű bástya és egy ágyútorony a legjobb állapotban maradtak fenn. A bejárattól nyugatra, a hegygerincen egy 80 méter hosszú fal maradványai látszanak, mely a várat egy 8x6 méteres, négyszögletes toronnyal kötötte össze. A vártól 500 méterre, északra, a Martinis nevű helyen amfora formájú stećak található, belevésett ornamentikával és kereszttel, amely alatt emberi csontok kerültek elő. Zvečaj vára 1402-ben Hrvoja Vukčić Hrvatinić, később pedig Ostojić István bosnyák király birtoka volt. Jelentős szerepe volt a törökellenes harcokban a Mátyás király által alapított Jajcai bánság részeként 1464 és 1528 között.

- A tektonikus mozgások, és a folyóvízi erózió alakította ki a 200-700 m mély Orbász-szurdokot, a Tijesno-kanyont.

- Donje Rekavice Boldogságos Szűz Mária mennybevétele tiszteletére szentelt ortodox plébániatemploma 1921-ben épült.[11]

- Gornje Rekavice Szent Péter és Pál apostolok tiszteletére szentelt ortodox temploma 2004-ben épült.[11]

- Donje Rekavice - Bare az Úr Színeváltozása tiszteletére szentelt ortodox temploma 2015-ben épült.[11]